# Teucrium balfourii
Teucrium balfourii es una especie perteneciente a la familia Lamiaceae.  

## Distribución y hábitat
Endémica de Yemen (islas de Socotra y Samhah). Es una especie rastrera formando "tapis" en las laderas rocosas de media altitud, en particular en el oeste de la isla de Socotra.

## Taxonomía
Teucrium balfourii, fue descrita por Friedrich Vierhapper y publicado en  Denkschr. Kaiserl. Akad. Wiss., Wien. Math.-Naturwiss. Kl. 71: 436, en el año 1907.
Etimología
Teucrium: nombre genérico que deriva del Griego τεύχριον, y luego el Latín teucri, -ae y teucrion, -ii, usado por Plinio el Viejo en Historia naturalis, 26, 35 y  24, 130, para designar el género Teucrium, pero también el Asplenium ceterach, que es un helecho (25, 45). Hay otras interpretaciones que derivan el nombre de Teucri, -ia, -ium, de los troyanos, pues Teucro era hijo del río Escamandro y la ninfa Idaia, y fue el antepasado legendario de los troyanos, por lo que estos últimos a menudo son llamados teucrios. Pero también Teucrium podría referirse a Teûkros, en latín Teucri, o sea Teucro, hijo de Telamón y Hesione y medio-hermano de Ajax, y que lucharon contra Troya durante la guerra del mismo nombre, durante la cual descubrió la planta en el mismo período en que Aquiles, según la leyenda, descubrió la Achillea.
balfourii: epíteto otorgado en honor del botánico escocés Isaac Bayley Balfour.
Sinonimia
- Teucrium prostratum Balf.f. nom. illeg. - basónimo[7]